# Castianeira trimac
Castianeira trimac är en spindelart som beskrevs av Reiskind 1969. Castianeira trimac ingår i släktet Castianeira och familjen flinkspindlar.
Artens utbredningsområde är Panama. Inga underarter finns listade i Catalogue of Life.